# アタックNo.1 (曲)
「アタックNo.1」（アタックナンバーワン）は、渡辺岳夫作曲、東京ムービー企画部作詞の楽曲で、テレビアニメ『アタックNo.1』のオープニングテーマとして作られた。発売元のレコード会社によっては「アタックNo.1の歌」、「アタックNo.1のテーマ」という表記も用いられた。オリジナル版の編曲は松山茂（後の松山祐士）。出版社はシンコーミュージック・パブリッシャーズ。
なお、作詞者は「東京ムービー企画部」とクレジットされているが、後年、山崎敬之が自著『テレビアニメ魂』で、自分が実際の作詞者であることを明らかにした。

## オリジナル
本曲はそれまで歌謡曲の歌手として活動していた大杉久美子にとって初のアニメソングであり、「大杉久美子」名義による初めての曲でもある。ただし、オリジナル歌手は大杉ではなく、主演声優の小鳩くるみやエンディングテーマを歌った伊集加代子による音源が先に録音されており、大杉はそれらを聴いて練習した。1969年12月開始のテレビ放送では第5話まで小鳩くるみ版が使われ、第6話から大杉久美子版に切り替わった。小鳩版、大杉版ともカラオケは同一音源だが、レコードでは左右のチャンネルが逆転している（テレビ使用版はモノラル放送だったので区別できない）。
レコードは複数のレコード会社から発売された。タイトルに不一致がある。
- 朝日ソノラマ「アタックNo.1の歌」 1970年1月
- 東芝「アタックNo.1の歌」 1970年1月25日
- キング「アタックNo.1」 1970年2月1日
- ビクター「アタックNo.1の歌」 1970年4月
- コロムビア「アタックNo.1」 1970年5月1日
- エルム「アタックNo.1のテーマ」 1970年
- 勁文社「アタックNo.1」 1971年4月

ビクター盤のみが専属歌手だった小鳩くるみの歌唱によるもので、その他は大杉久美子歌唱による同一音源である。C/W曲のエンディングテーマ「バン・ボ・ボン」は全社とも同一歌手（伊集加代子）による同一音源を使用した。
これらのレコードは合計70万枚を売り上げ、大杉は東芝盤でヒット賞を受賞した。1964年に「柴山モモ子」の芸名でレコードデビューして以来、なかなかヒットに恵まれなかった大杉にとっても、初のヒット曲となった。
2004年アテネオリンピック開催期間中に佐川急便のCMソングとして使用されたこともある。
小鳩くるみ版は現在もビクターのCDで拝聴可能だが、伊集加代子版は音盤化されていない。
1996年発売のアルバム『懐かしのミュージッククリップ5～「巨人の星」「アタックNo.1」』（東芝EMI TOCT-9360）、2009年発売のアルバム『アタックNo.1 オリジナル・サウンドトラック』（ソリッドレコード CDSOL-1323）には、冒頭のSEが入ったものと、入っていないものの2種のテレビサイズ版（いずれも歌唱は大杉久美子）が収録されている。

## カバー版

### アタックNo.1 2005
「アタックNo.1 2005 」（アタックナンバーワンにせんご）は、福田沙紀の1枚目のシングルである。2005年5月18日にポニーキャニオンから発売された。

#### 解説
福田の事務所の先輩である上戸彩が主演したテレビ朝日系ドラマ『アタックNo.1』の主題歌として使用された。THE ALFEEのギタリスト、高見沢俊彦が編曲、およびプロデュースしている。

#### 収録曲
1. アタックNo.1 2005 [3:12]
2. アタックNo.1 （Attack Samba No.1 Remix） [5:09]
  - リミックス：Koma2 kaz
3. アタックNo.1 （Instrumental）

#### 参加ミュージシャン
- そうる透 (Drums)
- 吉田建 (Bass)
- 高見沢俊彦 (Electric Guitars)
- 山石敬之 (Keyboards)

### その他のカバー版
堀江美都子、水木一郎、JOHNNYS' ジュニア・スペシャル（カバーアルバム『エンジェルパワー』に収録）、ピンクの電話（シングル『血液ガッタガタPartII』のカップリング）、アニメタル（メドレー曲「アニメタル・レディー見参!」の一部）、GO!GO!7188（カバーアルバム『虎の穴2』に収録）、momo-i（桃井はるこ）（カバーアルバム『ファミソン8BIT STAGE2』に収録）によるカバー版が存在する。
マイラ・ケイが「ATTACK NO.1」の曲名で、英語で歌唱した。訳詞：リサ・ウィルソン、編曲：ハウス・ティー。1993年発売の『英語!ポ・ポンのポン!!〜なつかしアニメをペラペラ歌おう〜』収録。
ジ・アニメルズは、メドレー曲「あぁ懐しのヒーロー物語」（1983年発売のシングル『アニメドレー 臨時増刊号』（キティ 7DS-0055）の1曲としてカバーしている。
ザ・マイクハナサーズは、メドレー曲「ヒロイン大集合」（1992年発売のシングル『ヒーロー大行進』収録）の1曲としてカバーしている。
らき☆すたOVAの挿入歌として、助演声優の福原香織によるカバー版が使用された（『らき☆すたOVA』の特典CDに収録）。
2009年には旅行代理店エイチ・アイ・エスのCMソングとして、男性歌手によるカバー版が使用されたが、歌手名は未公表である。